# Phare de Ponta do Topo
Le phare de Ponta do Topo est un phare situé sur le promontoire de Ponta do topo (pt), dans la freguesia de Topo de la municipalité de Calheta, à l'extrème sud-est de l'île de São Jorge (Archipel des Açores - Portugal).
Il est géré par l'autorité maritime nationale du Portugal à Oeiras (Grand Lisbonne).

## Histoire
Le Plan général de signalisation maritime de 1883 préconisait un phare de 4e ordre avec une lumière fixe visible jusqu'à 13.5 milles nautiques (environ 24 km). Le chantier n'a démarré qu'en 1923 et le phare a été mis en service le 15 juillet 1927.
Le phare de Ponta do Topo est constitué d'une tour cylindrique blanche de 16 mètres de hauteur, avec galerie et lanterne rouge, devant des bâtiments annexes. Il dispose d'un système optique rotatif à lentille de Fresnel de 3e ordre avec une focale de 500 mm. Il a été électrifié en 1957 avec des groupes électrogènes et, avec une lampe de 3.000 W sa portée a été augmentée à 44 milles nautiques (environ 80 km).
Le tremblement de terre de 1980 a gravement endommagé le phare. Et après avoir subi des réparations importantes il a été doté, en 1987, d'un système moderne et relié au réseau électrique en 1989. En 2001, le phare côtier a été entièrement automatisé et émet trois éclats blancs, toutes les 20 secondes, avec une portée de 20 milles nautiques (environ 37 km). Il est visitable le mercredi après-midi.
La lentille de Fresnel d'origine a été enlevé après les dommages du tremblement de terre en 1980. Cette lentille de Fresnel est exposée au Musée de la Marine à Lisonne.
Identifiant : ARLHS : AZO018 ; PT-772 - Amirauté : D2680 - NGA : 23480.
|               |
| Ponta do Topo |

|          |
| Le phare |

### Lien connexe
- Liste des phares des Açores